# Гаосюн
Гаосю́н (кит. 高雄, пиньинь Gāoxióng) — город на юго-западе острова Тайвань Китайской Республики. Второй по величине город на острове с населением около 2,77 млн человек. Крупный порт и промышленный центр. Площадь города — 3000 км².

## История
Во времена империи Мин местная гавань часто служила убежищем для пиратов. После завоевания Тайваня войсками империи Цин в 1684 году был создан уезд Фэншань (鳳山縣), и эти места вошли в его состав. После поражения во Второй опиумной войне Цинской империи пришлось открыть Тайвань для торговли с иностранцами, и в 1863 году был официально основан порт Дагоу (打狗港).
После поражения Цинской империи в первой японо-китайской войне остров Тайвань был в 1895 году передан Японии. Японцы решили превратить местную бухту (крупнейшую на Тайване) в современный порт, и в начале XX века началось интенсивное развитие порта Дагоу (в японском прочтении — Такао).
В 1920 году японцы изменили административное деление Тайваня, разделив его на префектуры. Одной из новых префектур стала префектура Такао. Так как собственное значение иероглифов 打狗, которыми раньше записывалось название порта, означает «бить собак», японцы решили, что они являются неэстетичными, и поэтому иероглифы были заменены на 高雄, означающие «высокий» и «герой»; по-японски эти иероглифы точно так же читаются «Такао», но их китайское прочтение — «Гаосюн». Во время Второй мировой войны Такао стал важной военно-морской и военно-воздушной базой, и в 1944—1945 годах не раз подвергался американским авианалётам.
После поражения Японии во Второй мировой войне остров Тайвань был возвращён Китаю. Бывшую японскую префектуру Такао китайские власти преобразовали в уезд Гаосюн (高雄縣), а город Такао, чьё название теперь также стало произноситься по-китайски, с мая 1947 года стал городом провинциального подчинения.
25 декабря 2010 года уезд Гаосюн был расформирован, а его земли вошли в состав города Гаосюн.

## География и климат
Гаосюн расположен в юго-западной части острова, на берегу Тайваньского пролива. Центральные районы сконцентрированы вокруг бухты Гаосюн, в которой находится остров Цицзинь, выполняющий функцию естественного мола. Река Ай протекает через Старый город и центральные районы, впадая в бухту. К северу от бухты Гаосюн имеется также военная бухта Чжоин. Характерной чертой рельефа города являются холмы Шоушань, расположенные к северу от бухты Гаосюн.
Климат города характеризуется как тропический со средними температурами, варьирующимися от 18,6 до 28,7°С и средней влажностью от 60 до 81 %. Средний годовой уровень осадков составляет около 1785 мм, большая их часть выпадает в период с мая по сентябрь.
| Показатель                       | Янв. | Фев. | Март | Апр. | Май  | Июнь | Июль | Авг. | Сен. | Окт. | Нояб. | Дек. | Год  |
| -------------------------------- | ---- | ---- | ---- | ---- | ---- | ---- | ---- | ---- | ---- | ---- | ----- | ---- | ---- |
| Средний суточный максимум, °C    | 23,9 | 24,7 | 26,8 | 29,1 | 30,8 | 31,6 | 32,4 | 31,9 | 31,4 | 30,0 | 27,7  | 24,9 | 28,8 |
| Средняя температура, °C          | 19,3 | 20,3 | 22,6 | 25,4 | 27,5 | 28,5 | 29,2 | 28,7 | 28,1 | 26,7 | 24,0  | 20,6 | 25,8 |
| Средний суточный минимум, °C     | 15,7 | 16,7 | 19,2 | 22,4 | 24,8 | 25,9 | 26,4 | 26,1 | 25,5 | 24,0 | 20,9  | 17,1 | 22,1 |
| Норма осадков, мм                | 16   | 20   | 38   | 69   | 197  | 415  | 390  | 416  | 241  | 42   | 18    | 16   | 1884 |
| Источник: Central Weather Bureau |      |      |      |      |      |      |      |      |      |      |       |      |      |

## Экономика

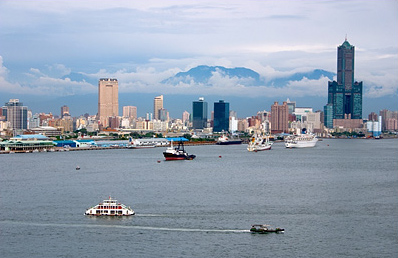
Гаосюнский залив

Гаосюн является важным портом и крупным промышленным центром. Индустриальный парк Линхай площадью 2200 га, расположенный на побережье и построенный в середине 1970-х годов, включает в себя сталелитейный и судостроительный заводы, нефтехимический комплекс и предприятия других отраслей промышленности. В городе имеется также нефтеперерабатывающий завод, развито производство алюминия, цемента, удобрений, сахара, кирпича, черепицы, бумаги и др. Имеет место консервная промышленность, включающая переработку рыбы и фруктов.
Порт Гаосюна располагает крупнейшей на Тайване естественной бухтой. Это крупнейший контейнерный порт острова и шестой по величине в мире. На 2007 год порт обладал пропускной способностью 10,2 млн единиц в двадцатифутовом эквиваленте. Новый контейнерный терминал, находящийся сейчас в стадии строительства, позволит порту повысить пропускную способность ещё на 2 млн. ДФЭ к 2013 году.

## Религия
Религиозное население в Гаосюне делится на 5 основных групп: буддисты, даосисты, мусульмане и христиане (католики и протестанты). По состоянию на 2015 год, в городе насчитывался 1,481 храм и 306 церквей.

## Транспорт

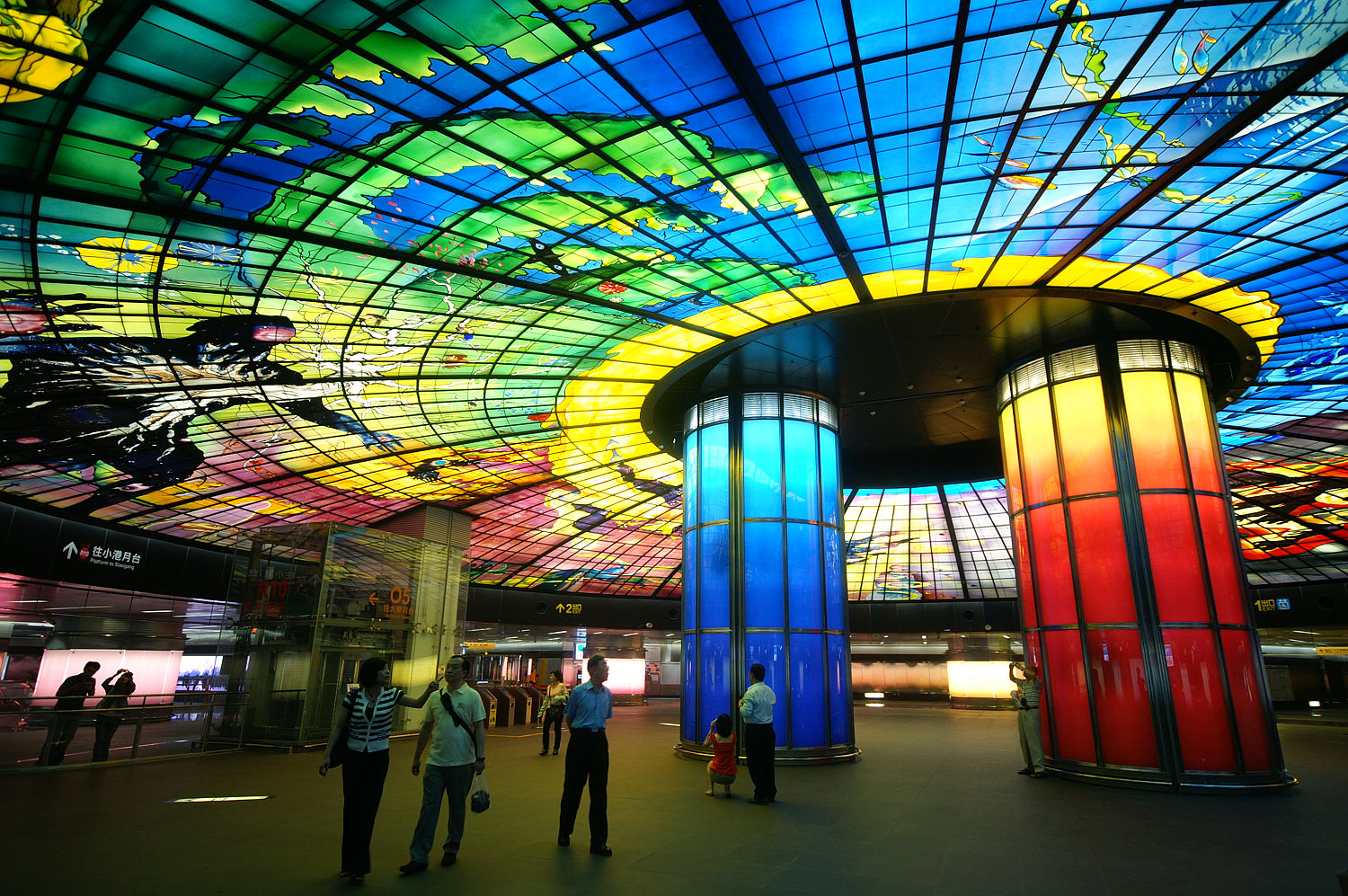
Одна из станций Гаосюнского метро

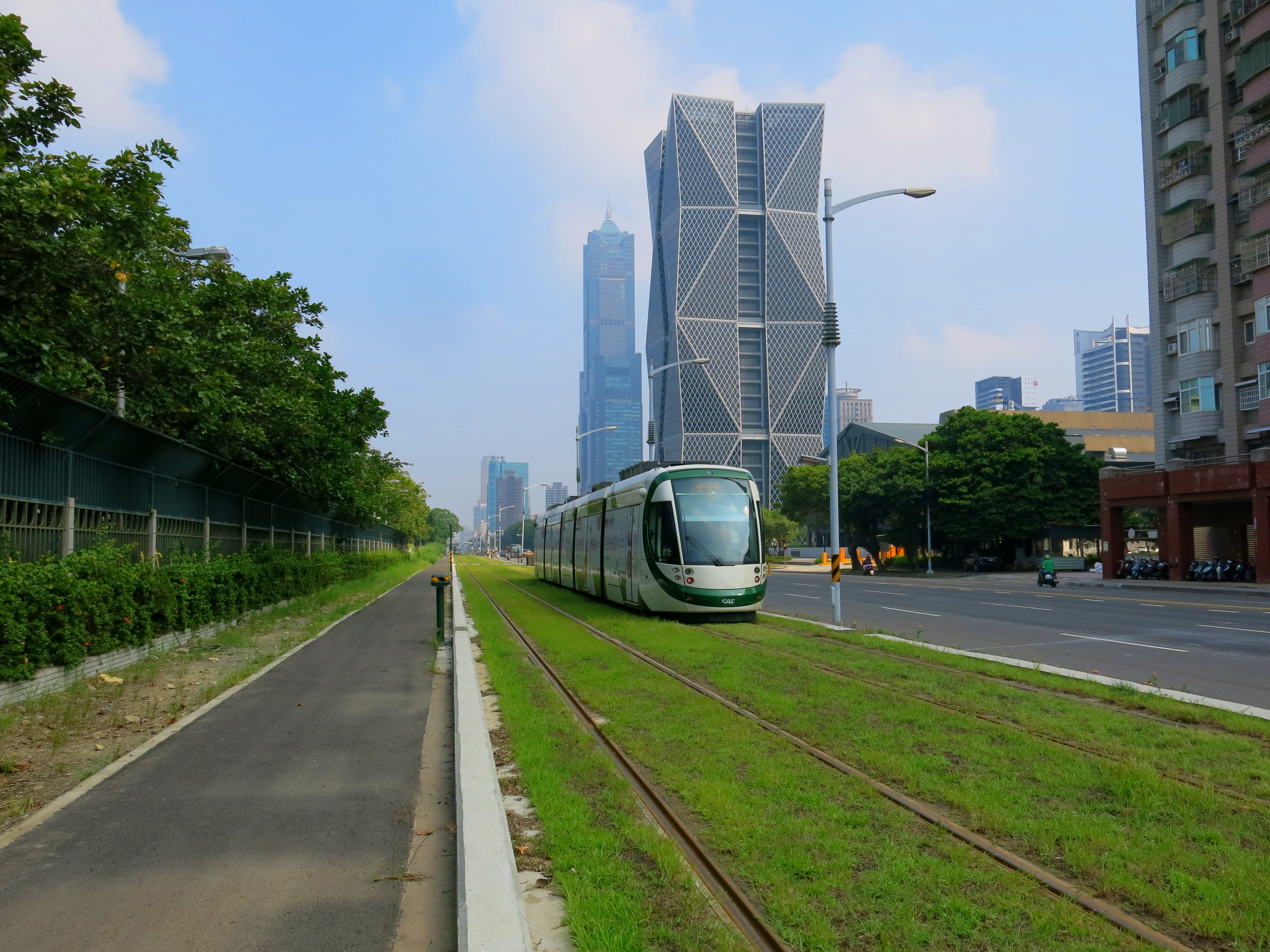
Трамвай Гаосюна

Международный аэропорт Гаосюн — третий по величине аэропорт Китайской Республики, на него приходится около 15 % всех международных перелётов в стране. Рейсы включают такие направления как: Бангкок, Пекин, Гонконг, Куала-Лумпур, Сингапур, Осака, Токио, Макао, Чанша, Тайбэй и др.
Имеется метрополитен, строительство которого было начато в 2001 году, а первые 2 линии начали действовать с 2008 года. Кроме того, имеются системы легкорельсового транспорта, развита автобусная сеть. С севером острова Гаосюн связан высокоскоростной железной дорогой.

## Города-побратимы
Гаосюн является городом-побратимом следующих городов:
- Гонолулу, США
- Мэйкон, США
- Талса, США
- Колорадо-Спрингс, США
- Майами, США
- Сан-Антонио, США
- Сиэтл, США
- Ноксвилл, США
- Плейнс, США
- Пенсакола, США
- Мобил, США
- Литл-Рок, США
- Портленд, США
- Пусан, Республика Корея
- Себу, Филиппины
- Дананг, Вьетнам
- Барранкилья, Колумбия
- Картаго, Коста-Рика
- Дурбан, ЮАР
- Блантайр, Малави
- Брисбен, Австралия
- Белиз, Белиз
- Хатиодзи, Япония
- Приштина, Косово